# BFM TV
BFMTV is een Frans 24 uurs-televisienieuwszender, gelanceerd in 2005 en maakt deel uit van de NextRadioTV-groep die ook de radiozender RMC beheert. Het televisiekanaal is in Frankrijk te ontvangen via TNT, de kabel, satelliet, en IPTV.

## Programmering
BFMTV hanteert het beleid "priorite au direct" wat staat voor "live beelden wanneer mogelijk". Ook wordt urgent nieuws direct op zender gebracht onder het motto "ALERTE INFO". BFMTV begint met uitzenden vanaf 4.30 uur 's ochtends met het programma Première Edition. De dag wordt ingevuld door vele live programma's als Non-Stop en Midi-15H. Een dag wordt afgesloten met het Le Journal de la Nuit om middernacht. Dit wordt tussen 00.30 herhaald tot 4.30 uur. Ook in het weekend wordt er volop live uitgezonden met programma's als Week-end Première en Week-end Direct.

## Ontvangstmogelijkheden
In Frankrijk is BFMTV te ontvangen via alle Franse aanbieders van televisie, veelal via kanaalnummer 15. Digitaal is via de website een livestream beschikbaar. Via de satelliet kunnen klanten van Canal Digitaal en TV Vlaanderen de zender ook in Nederland en België bekijken.

## Lokale varianten
BFMTV lanceert de laatste jaren ook lokale varianten. BFM Paris en BFM Lyon Métropole zijn hier voorbeelden van. Naast lokaal nieuws speelt ook het weer en de verkeersinformatie een rol op deze zenders. De lokale zenders zijn een alternatief voor France 3.

## Concurrentie
BFMTV is marktleider onder de nieuwszenders in Frankrijk. Op de tweede plaats staat CNews gevolgd door LCI en France Info.